# Isognathus inclitus
Isognathus inclitus är en fjärilsart som beskrevs av Edwards 1887. Isognathus inclitus ingår i släktet Isognathus och familjen svärmare. Inga underarter finns listade i Catalogue of Life.